# Houdini, a halál mágusa
A Houdini, a halál mágusa (eredeti cím: Death Defying Acts) 2007-ben bemutatott brit-ausztrál természetfeletti, történelmi, romantikus film, melyet Gillian Armstrong rendezett. A főszerepben Guy Pearce és Catherine Zeta-Jones látható. A film Harry Houdini magyar-amerikai szabadulóművész életét mutatja be az 1920-as években.
A filmet a 2007-es Torontói Nemzetközi Filmfesztiválon vetítették, Magyarországon DVD-n jelent meg szinkronizálva.

## Cselekmény
1926-ban, tizenhárom évvel édesanyja halála után Harry Houdini még mindig bánja, hogy nem volt jelen azon a napon. 10 000 dollárt ajánl fel annak, aki segít neki kapcsolatba lépni az anyjával, és elárulja neki az utolsó szavait.
Mary McGarvie csaló nekromantaként keresi a kenyerét egy vaudeville-előadáson Edinburgh-ban, ahol egy egzotikus egyiptomi show-műsorban Princess Kelley-ként, jövendőmondóként lép kapcsolatba az elhunytakkal. Tizenkét éves lánya, Benji egy mór bőrébe bújva segíti őt a műsorban.
Ő és a lánya előzetesen kikémlelik az előadásokhoz szükséges információkat. Így délután, miközben a lánya labdázik, feltűnés nélkül elvegyül az esti vaudeville-előadásra sorban állók között, és közben „keresi” az elgurult labdáját. Aztán követ egy idősebb úriembert, aki jegyet vásárolt. Amikor az nem sokkal később virágot vesz, Benjinek alkalma nyílik ellopni az arany zsebórát, amit a lány elvisz az anyjának. Az órán lévő felirat segítségével további információkat szerez az anyakönyvi nyilvántartásból, amelyeket aztán este túlvilági információként ad át az ámuló közönségnek.
A film a lány szemszögéből meséli el a történetet, és olyan megjegyzéseket tesz, mint például: „Csak azt adtuk az embereknek, amit akartak. Egy hónap múlva a színháznak be kellett zárnia a problémák miatt, mi pedig munkanélküliek lettünk.”
A moziban megnéz egy némafilmet Houdiniról, amely a közelgő európai turnéjának promóciós filmje. Ez a némafilm a következő kérdést is felteszi: „Vannak-e szellemek? Bizonyítsd be nekem!” Ugyanakkor egy olyan trükkös eszközt is bemutatnak, amely például az asztal mozgatásakor az asztalt lebegővé teszi. Houdini bűvészként nyilvánvalóan ismerte a spiritisták trükkjeit. Azt is bejelentették, hogy Houdini 10.000 dollárt ajánlott fel annak a jósnőnek, aki megmondja neki, hogy mit mondott utoljára az édesanyja a halálos ágyán. Mivel Houdini európai turnéja Edinburgh-ba is elviszi, Mary McGarvie szeretné elvállalni a feladatot. Mindketten a díjért vannak benne. Skóciában a varázsló találkozik Mary McGarvie-val és Benjivel.
Mary McGarvie és Houdini kapcsolatot alakítanak ki Houdini menedzsere, Sugarman ellenkezése ellenére. Sugarman pénzt ajánl Marynek, ha elhagyja a művészt, de Mary és Benji ehelyett megpróbálnak kémkedni a művész szakmai titkai után. Végül Sugarman elárulja nekik, hogy Houdini valójában sosem volt ott az édesanyja halálos ágyánál.
Amikor elérkezik az előadás napja, Benji látszólag transzba esik, és Houdini anyját alakítva megnyilatkozik arról, hogy a fia nem volt jelen anyja halálakor, sőt megjósolja Houdini halála óráját és azt, hogy az egy „vörös hajú angyal” által fogja elérni.  Miután Mary megkapja a jutalmat, Houdini kénytelen elhagyni őt és Benjit, akiről később kiderül, hogy igazi médium.
Houdinit véletlenül megöli egy diák Montrealban, ami egy váratlanul kapott gyomorütés miatt következik be.

## Szereplők
| Szerep              | Színész              | Magyar hang 1. (2009) | Magyar hang 2. |
| ------------------- | -------------------- | --------------------- | -------------- |
| Harry Houdini       | Guy Pearce           | Széles Tamás          | Zöld Csaba     |
| Mary McGarvie       | Catherine Zeta-Jones | Tóth Enikő            | Kéri Kitty     |
| Cukrosbácsi         | Timothy Spall        | Papp János            | Háda János     |
| Benji McGarvie      | Saoirse Ronan        | Kántor Kitty          | Gyarmati Laura |
| Leith Romeo         | Malcolm Shields      | N/A                   | N/A            |
| Leith Rome felesége | Leni Harper          | Némedi Mari           | N/A            |
| Mr. Robertson       | Ralph Riach          | N/A                   | N/A            |

## Gyártás
A filmet Londonban és Edinburghban, valamint a Buckinghamshire-i Pinewood Studiosban forgatták, a Myriad Pictures gyártotta, és a The Weinstein Company forgalmazta. Guy Pearce hat hetet töltött azzal, hogy megtanulja Houdini trükkjeit Ross Skiffington bűvésztől. A film bűvészeti tanácsadója Scott Penrose angol bűvész volt.

## Bevétel
A Houdini, a halál mágusa 2 839 345 dollárt keresett a spanyol kasszáknál, 800 505 dollárt Dél-Koreában, 713 741 dollárt Ausztráliában és 608 455 dollárt Mexikóban. Világszerte összesen 6 415 141 dollárt keresett. Nagyobb piacokon, mint például az Egyesült Királyságban, Kanadában és az Amerikai Egyesült Államokban korlátozott kiadásban került bemutatásra, ami alacsony bevételt eredményezett. Összes bevétele 8 396 245 dollár volt.

## Fordítás
- Ez a szócikk részben vagy egészben  a   Death Defying Acts című angol Wikipédia-szócikk fordításán alapul.  Az eredeti cikk szerkesztőit annak laptörténete sorolja fel. Ez a jelzés csupán a megfogalmazás eredetét és a szerzői jogokat jelzi, nem szolgál a cikkben szereplő információk forrásmegjelöléseként.